# Střelecký ostrov
Střelecký ostrov är en ö i Tjeckiens huvudstad Prag.